# Châtillon-en-Michaille
Châtillon-en-Michaille ist eine ehemalige französische Gemeinde und heutige Commune déléguée mit 3987 Einwohnern (Stand 1. Januar 2022) im Département Ain in der Region Auvergne-Rhône-Alpes. Sie gehörte zum Kanton Valserhône im Arrondissement Nantua und war Mitglied im Gemeindeverband Pays Bellegardien. Mit Wirkung vom 1. Januar 2019 wurde sie mit Bellegarde-sur-Valserine und Lancrans zur Commune nouvelle Valserhône fusioniert.

## Geographie
Châtillon-en-Michaille liegt auf 525 m, etwa fünf Kilometer nordnordwestlich der Stadt Bellegarde-sur-Valserine (Luftlinie). Das Dorf erstreckt sich im französischen Jura im Tal der Valserine, das sich hier nach Süden zum Becken von Bellegarde hin öffnet, zwischen den Höhenzügen von Plateau de Retord im Westen und Grand Crêt d’Eau im Osten.

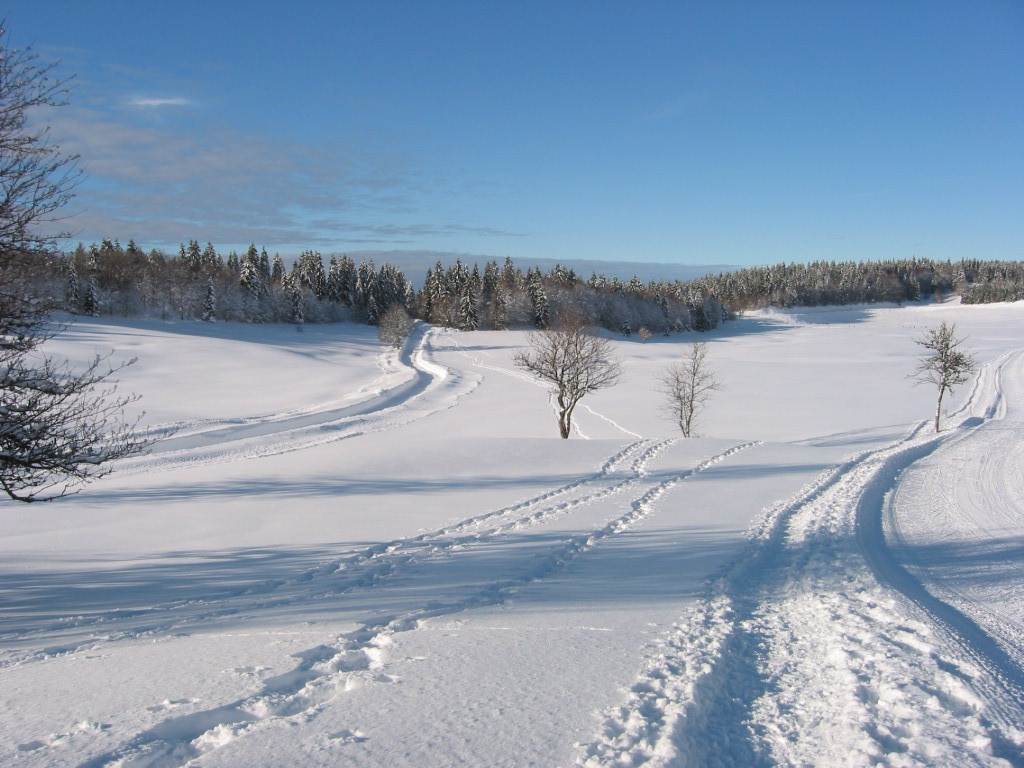
Plateau de Retord

Die Fläche des 37,63 km² großen ehemaligen Gemeindegebiets umfasst einen Abschnitt des Hochjuras. Das Hauptsiedlungsgebiet wird vom Plateau der Michaille eingenommen, einer auf durchschnittlich rund 550 m gelegene Hochfläche, die gegen Osten zum Rhonetal (Becken von Bellegarde) und zum tief eingeschnittenen Tal der Valserine leicht geneigt ist. Die östliche Grenze bildet die Valserine, die nördliche ihr rechter Seitenbach Semine. Beide Gewässer fließen in schluchtartig in die Umgebung eingetieften Tälern. Nach Westen erstreckt sich das vormalige Gemeindeareal den Jurahang hinauf bis auf das Plateau de Retord (durchschnittlich auf 1200 m). Die westliche Abgrenzung bilden der Crêt de Beauregard (mit 1249 m die höchste Erhebung von Châtillon-en-Michaille) und das Erosionstal des Tacon (Zufluss der Semine).
Zu Châtillon-en-Michaille gehören neben der eigentlichen Ortschaft auch verschiedene Dörfer, Weiler und Gehöfte, darunter:
- Ochiaz (580 m) auf dem Plateau der Michaille am Fuß des Retord
- Vouvray (590 m) auf dem Plateau der Michaille am Fuß des Retord
- La Croix-Saint-Maurice (552 m) auf dem Plateau der Michaille am Fuß des Retord
- Ardon (580 m) oberhalb von Châtillon
- Tacon (440 m) im engen Tal der Semine

Nachbargemeinden von Châtillon-en-Michaille waren 
- Saint-Germain-de-Joux und Montanges im Norden,
- Confort, Lancrans und Bellegarde-sur-Valserine im Osten,
- Villes im Süden,
- die Communes nouvelles Haut-Valromey und Le Poizat-Lalleyriat im Westen, erstere mit der Commune déléguée Le Grand-Abergement.

## Geschichte
Châtillon wird im 12. Jahrhundert erstmals urkundlich erwähnt. Im heutigen Ortsteil Ardon wurde im 12. Jahrhundert ein Priorat gegründet, das in Abhängigkeit vom Kloster Nantua stand. Bis 1973 nannte sich die Gemeinde Châtillon-de-Michaille. Als die Fusion mit den vorher selbständigen Gemeinden Ochiaz und Vouvray Ende 1973 erfolgte, wurde die neue Gemeinde in Châtillon-en-Michaille umbenannt.

## Sehenswürdigkeiten
Die Pfarrkirche von Châtillon-en-Michaille wurde im frühen 16. Jahrhundert erbaut. Im Ortskern sind verschiedene Häuser im traditionellen Stil aus dem 18. und 19. Jahrhundert erhalten. In gotischen Stilformen wurde die Kirche von Ochiaz errichtet, im 17. und 19. Jahrhundert jedoch umgestaltet. Von 1840 stammt die Kirche von Vouvray, während Ardon heute ein modernes Gotteshaus besitzt.

## Bevölkerung
| Bevölkerungsentwicklung | Bevölkerungsentwicklung |
| Jahr                    | Einwohner               |
| ----------------------- | ----------------------- |
| 1962                    | 1240                    |
| 1968                    | 1392                    |
| 1975                    | 1765                    |
| 1982                    | 1963                    |
| 1990                    | 2189                    |
| 1999                    | 2641                    |
| 2006                    | 2948                    |
| 2011                    | 3134                    |

Mit 3987 Einwohnern (Stand 1. Januar 2022) gehörte Châtillon-en-Michaille zu den mittelgroßen Gemeinden des Départements Ain. Dank der attraktiven Wohnlage und der guten Verkehrsanbindung wurde seit Mitte der 1960er Jahre ein deutliches Bevölkerungswachstum verzeichnet. Die Ortsbewohner von Châtillon-en-Michaille heißen auf Französisch Chatillonnais(es).

## Wirtschaft und Infrastruktur
Châtillon-en-Michaille war bis weit ins 20. Jahrhundert hinein ein vorwiegend durch die Landwirtschaft geprägtes Dorf. Daneben gibt es heute einige Betriebe des Klein- und Mittelgewerbes. Mittlerweile hat sich das Dorf zu einer Wohngemeinde gewandelt. Zahlreiche Erwerbstätige sind Wegpendler, die in den größeren Ortschaften der Umgebung und hauptsächlich im benachbarten Bellegarde-sur-Valserine ihrer Arbeit nachgehen.
Die Ortschaft ist verkehrsmäßig gut erschlossen. Sie liegt an der Departementsstraße D1084, die von Bellegarde-sur-Valserine via Nantua nach Pont-d’Ain führt. Weitere regionale Straßenverbindungen bestehen mit Le Grand-Abergement und Seyssel (Ain). Der nächste Anschluss an die Autobahn A40, welche das Gemeindegebiet durchquert, befindet sich in einer Entfernung von rund fünf Kilometern. Châtillon-en-Michaille besaß einen Bahnhof an der Eisenbahnlinie von Bellegarde via Nantua nach Bourg-en-Bresse. Die Strecke ist im Dezember 2010 als TGV-Linie Haut-Bugey wieder reaktiviert worden (ohne Halt in Châtillon). Auf dem Gemeindegebiet liegt auch der Flugplatz von Bellegarde-Vouvray.
In Châtillon-en-Michaille befinden sich zwei Grundschulen (école élémentaire, beide mit Vorschulklassen).